# Hyponerita amelia
Hyponerita amelia là một loài bướm đêm thuộc phân họ Arctiinae, họ Erebidae.